# Poste italiane
Poste Italiane S.p.A., anteriormente un monopolio de propiedad estatal, a partir de 1998 es una empresa pública italiana con el control del Gobierno italiano (65%) y de la Cassa Depositi e Prestiti (35%). Es el servicio postal más grande de Italia, con sede en Roma. 
Además de proporcionar servicios postales básicos, Gruppo Poste Italiane ofrece productos integrados, así como los ahorros postales, comunicaciones, logística y servicios financieros en Italia. 
El grupo ofrece una amplia gama de productos postales, de los servicios de correo exprés a una amplia selección de productos financieros. 

## Historia

### Inicios

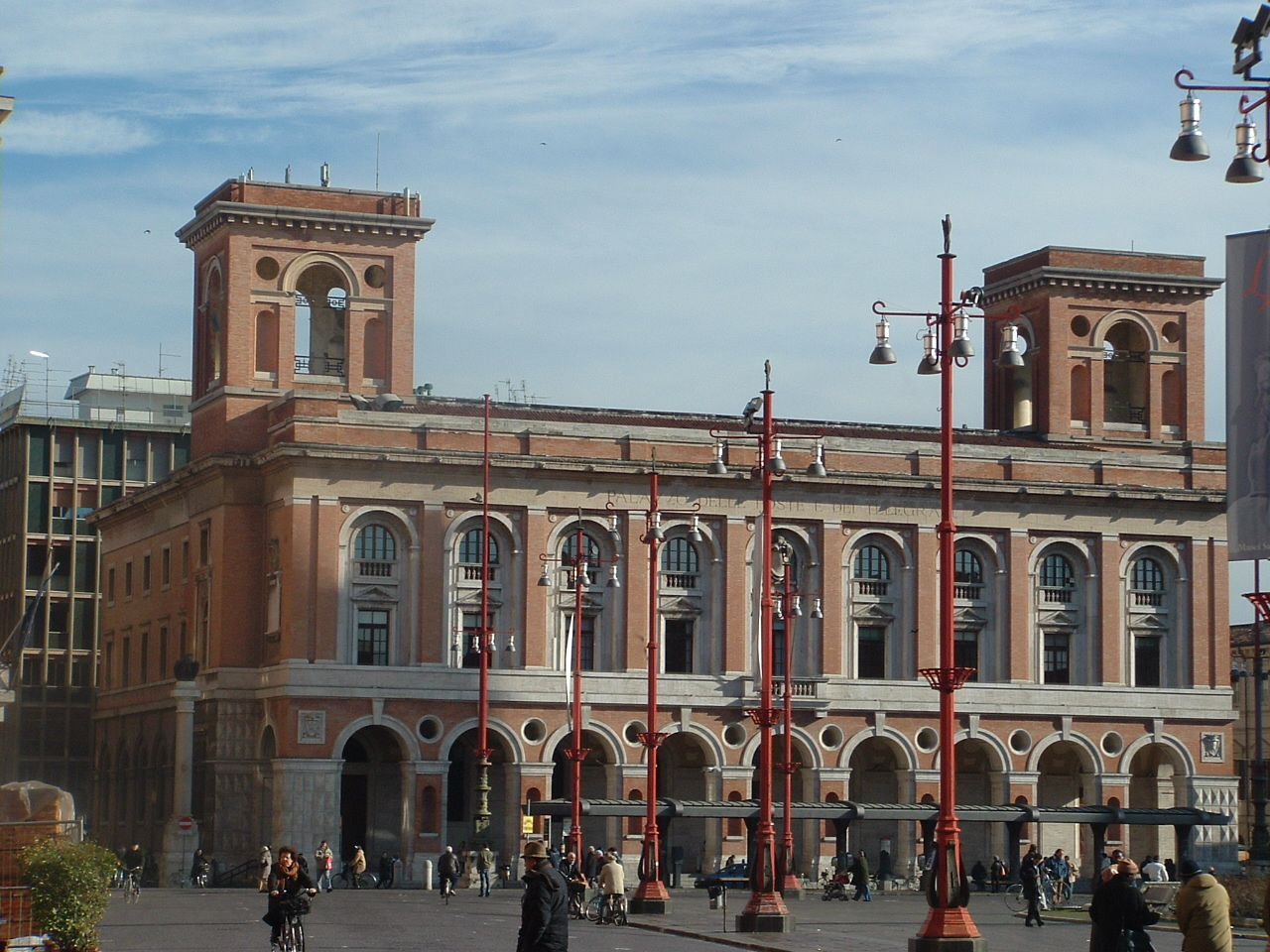
Palacio de la Poste en Forli.

La herencia de la configuración de la "Poste di Sardegna" —servicio de correos del Reino de Cerdeña— después de la unificación de Italia, y las empresas de servicios postales de los reinos anexos formaron una organización con la legislación nacional el 5 de mayo de 1862 (la llamada reforma postal). Con esta regla se organizaron las participaciones como una administración central del estado. La ley de 1862 adaptó los servicios, especialmente los métodos de recogida, clasificación, transporte y entrega de envíos postales y el establecimiento de servicios auxiliares para emitir acuses de recibo registrados y asegurados y giros postales.
Posteriormente, según el Real Decreto número 10 de marzo de 1889.5973, la Dirección General de Correos y Telégrafos se separa de la Consejería de Obras Públicas y por lo tanto se transforma en el Ministerio de Correos y Telégrafos, cuya misión era proveer a Italia con una red de oficinas para transmitir y recibir correos, telégrafos, realizar llamadas telefónicas y llevar a cabo las transacciones financieras y de gestión de activos, también durante un tiempo trabajó como oficinas para los servicios eléctricos.

### 1900
En 1917 fundó el giro de servicio (que desde el año 2000, comúnmente se conoce como BancoPosta). Desde hace unos años el Royal Mail organiza también la apertura de las oficinas de correos italianos en el extranjero.
En 1924, durante el período fascista, el Ministerio de Correos y Telégrafos (que inventó la abreviatura "PT") se transformó en el Ministerio de Comunicaciones y se convirtió en un importante centro de poder por su capacidad para controlar a los ciudadanos y para organizar las quejas. La red de servicios se amplió con la adquisición e implantación de nuevas instalaciones logísticas. Se construyeron nuevos edificios de estilo funcionalista en las principales capitales de provincia (por ejemplo, en Palermo, Forlì, La Spezia).
Con el desarrollo de la telefonía y la radio, el ministerio incorporó la Sociedad Estatal para los servicios de telefonía (PCSA) y el EIAR naciente (RAI en el futuro).

### 1990
A principios de 1990 en la administración pública italiana y el servicio postal se consideraran irrecuperables los principios de eficiencia y rentabilidad. El déficit presupuestario era endémica como el aumento en los gastos de personal, que en 1986 absorbió cerca del 93% (incluyendo el 16% de las pensiones) de los ingresos corrientes. La productividad por empleado en el período 1970-1985 se redujo en un 24% a expensas de la calidad de los servicios prestados por la generación de una situación de déficit aún más crítica.
En 1994 Alemania, fue entregado alrededor del 80% del correo dentro del día siguiente a la notificación, mientras que en Italia fue a un porcentaje de menos del 20% (en 1989 el promedio de tiempo para la entrega de correo fue de 8,5 días).
El vacío evidente en la calidad de los servicios postales italianos en comparación con el resto de Europa trató de superarse con una intervención de la reforma al amparo del Decreto-Ley n.º 487 de 1 de diciembre de 1993, convertido en Ley n.º 71 de 29 de enero de 1994, que empujó a una transformación de la Oficina de Correos de Italia en una compañía independiente a una empresa pública, proporcionando un paso adicional en SpA en 1996 (implementado después del 28 de febrero de 1998). El proceso de transformación se asumió en la gestión de la Oficina de Correos italiano la adopción del principio de eficiencia en la producción, la recuperación de la calidad de los servicios y de la recuperación económica y financiera.
Esto condujo a la reducción gradual del déficit de 4.500 millones de liras en 1993, a través de políticas de reducción de costes de producción (80% de los cuales se debió al personal), un aumento en los ingresos por la venta de servicios a la Administración Pública, un reordenamiento del sistema de tarifas, alcanzando en 2001 un beneficio neto.

### 2000

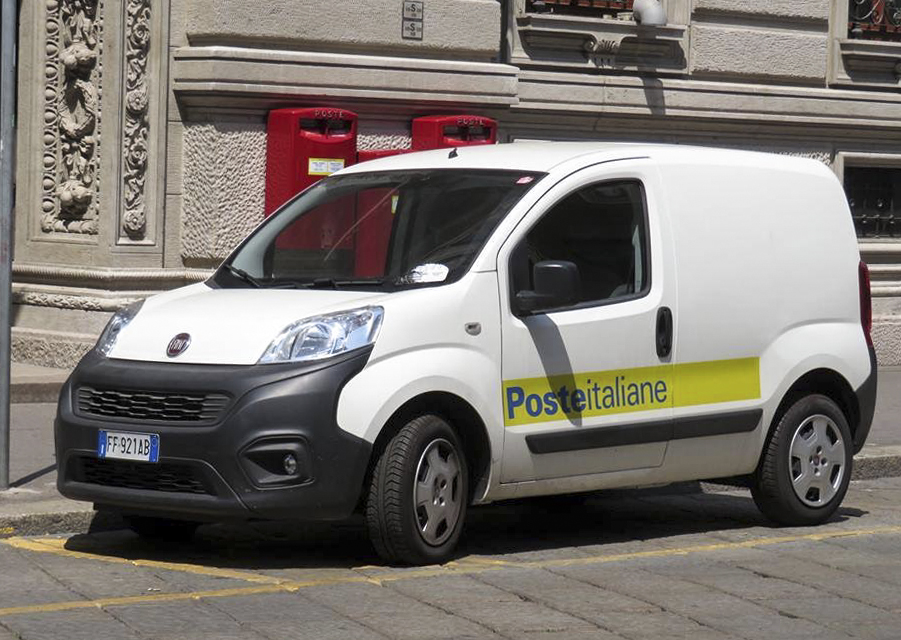
Fiat Fiorino utilizado por la empresa.

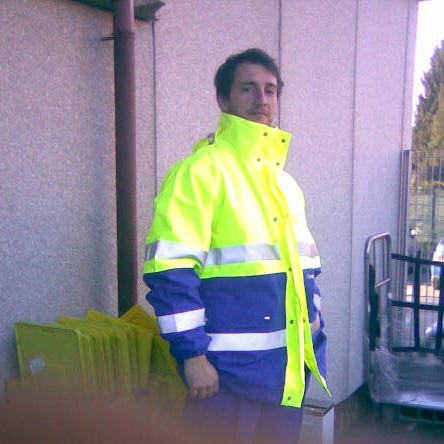
Empleado de la Poste italiane.

En febrero de 1998 el Ministerio de Hacienda (El gobierno de Prodi) nombró a Corrado Passera, presidente ejecutivo de la recién formada Poste italiane SpA. El plan de negocios de Corrado Passera (1998-2002) creó un equipo de corte de 22.000 unidades. Por otro lado, según algunos dirigentes sindicales, se ha producido una precarización de los contratos para los nuevos empleados, los casos de hostigamiento generalizado y la resignación a la carga excesiva de trabajo, a causa de un exceso de reducción de personal que han empujado a perder proporciones de la mano de obra necesaria.
Desde el punto de vista, el Fondo de Solidaridad ha sido un ahorro a largo plazo en los costes de mano de obra, así como reducir la edad media de la plantilla. Desde hace 10 años, una tasa estatal y una deducción en la nómina para los nuevos empleados han financiado los dos últimos años de cotización que falta para la jubilación anticipada de miles de empleados. La operación, sin ningún coste para la empresa, ha sustituido a estas salidas con el personal de menores de 24 años con contratos de tres años de aprendizaje.
En 2000, una participación del 20% en el capital social de la empresa Bartolini fue adquirida por la Oficina de Correos de Italia a través de su subsidiaria, SDA Express Courier, dando lugar a la formación del Consorcio Logística y Paquetes entre las tres empresas para la clasificación de los paquetes en todo el país. Este acuerdo también fue objeto de una impugnación por las empresas rivales en la corte, pero terminó a favor del consorcio.
Poste Italiane también ha adoptado un sistema de salas de control que puede controlar en tiempo real la oficina de correos, la red logística y de seguridad de las comunicaciones y transacciones digitales, un área en la que también trabajan otros órganos de gobierno y los organismos, las universidades y centros de investigación nacionales e internacionales. 
Han adquirido particular importancia en estos años los productos y servicios financieros, en primer lugar la tarjeta prepagada PostePay (introducido a finales de 2003). Postepay ha ganado pronto un éxito, sobre todo entre los jóvenes, y ha conseguido la conquista y el mantenimiento de la primera posición a nivel europeo entre las tarjetas de prepago.

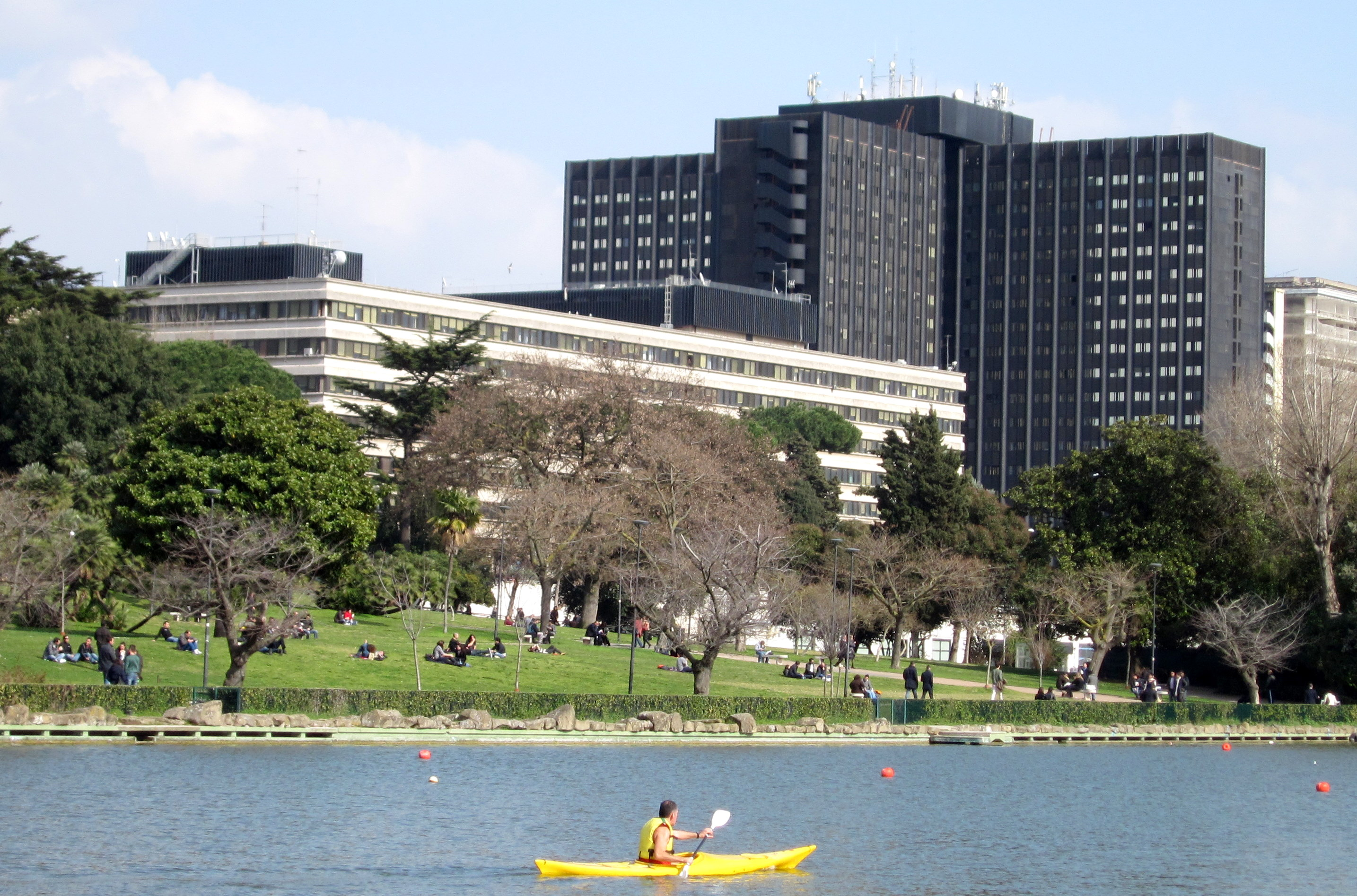
Complejo de la Poste italiane en la Avenida de Europa, Roma.

El 16 de mayo de 2014, el Gobierno italiano aprobó a vender participaciones de hasta el 40 por ciento de Poste Italiane.

## Filiales
Las filiales del Gruppo Poste Italiane son: 
- SDA Express Courier, que proporciona correo urgente y mensajería y paquetería.
- Postecom, gestión de servicios de Internet.
- BancoPosta Fondi, ofreciendo seguros de vida y solución de inversión.
- Postel, ofreciendo correo electrónico híbrido y procesamiento de documentos.
- PosteMobile, un operador de red virtual móvil.